# Acritus haedillus
Acritus haedillus är en skalbaggsart som beskrevs av Sylvain Auguste de Marseul 1870. Acritus haedillus ingår i släktet Acritus och familjen stumpbaggar. Inga underarter finns listade i Catalogue of Life.